# Ilhas Salomão nos Jogos Olímpicos de Verão da Juventude de 2010
As Ilhas Salomão participaram dos Jogos Olímpicos de Verão da Juventude de 2010 em Singapura. Sua delegação foi composta de apenas três atletas, que competiram em dois esportes.

## Atletismo
| Evento          | Atleta         | Qualificação | Qualificação | Final      | Final        |
| Evento          | Atleta         | Resultado    | Posição      | Resultado  | Posição      |
| --------------- | -------------- | ------------ | ------------ | ---------- | ------------ |
| 200 m feminino  | Noelyn Kukapi  | 31.49        | 19º (7º q1)  | Não largou | -- (Final D) |
| 400 m masculino | Stanley Sipolo | 54.53        | 24º (7º q4)  | Não largou | -- (Final D) |

## Lutas
| Atleta     | Evento                           | Preliminares             | Preliminares            | Preliminares               | Preliminares | Disputa do 7º lugar       | Pos. final |
| Atleta     | Evento                           | 1ª rodada                | 2ª rodada               | 3ª rodada                  | Pos.         | Oponente Resultado        | Pos. final |
| Atleta     | Evento                           | Oponente Resultado       | Oponente Resultado      | Oponente Resultado         | Pos.         | Oponente Resultado        | Pos. final |
| ---------- | -------------------------------- | ------------------------ | ----------------------- | -------------------------- | ------------ | ------------------------- | ---------- |
| Teia Mweia | Greco-romana até 85 kg masculino | USA Lucas Sheridan D 0-4 | IRQ Adil Al Abedi D 0-4 | EGY Hamdy Abdelwahab D 0-4 | 4º           | KOR Jun Hyeong Choi D 0-4 | 8º         |